# Sommer-Universiade 1985/Judo
Die Judo-Wettbewerbe der Sommer-Universiade 1985 fanden von Ende August bis Anfang September in der japanischen Stadt Kōbe statt. Es handelte sich um die zweite Austragung dieser Sportart bei den Studentenweltspielen und wurden anschließend auch wieder vorläufig aus dem Programm genommen. Wie schon bei der Austragung 1967 in Tokio, wurden auch diesmal nur Bewerbe für Männer ausgetragen.

## Ergebnisse Männer

### Extra-Leichtgewicht bis 60 kg
| Platz | Athlet        | Land |
| ----- | ------------- | ---- |
| 1     | Pak           | PRK  |
| 2     | Koji Ono      | JPN  |
| 3     | Pawel Botew   | BUL  |
| 3     | Gheorghe Dani | ROU  |

### Halb-Leichtgewicht bis 65 kg
| Platz | Athlet             | Land |
| ----- | ------------------ | ---- |
| 1     | Yoon Yong-bal      | KOR  |
| 2     | Joe Marchal        | USA  |
| 3     | Makoto Sakashita   | JPN  |
| 3     | Cornel-Ilie Serban | ROU  |

### Leichtgewicht bis 71 kg
| Platz | Athlet             | Land |
| ----- | ------------------ | ---- |
| 1     | Yukiharu Yoshitaka | JPN  |
| 2     | Mário Tsutsui      | BRA  |
| 3     | Giorgi Tenadse     | URS  |
| 3     | Mike Swain         | USA  |

### Halb-Mittelgewicht bis 78 kg
| Platz | Athlet              | Land |
| ----- | ------------------- | ---- |
| 1     | Cho Hyung-soo       | KOR  |
| 2     | Glenn Beauchamp     | CAN  |
| 3     | Lo                  | PRK  |
| 3     | Sándor Nagysolymosi | HUN  |

### Mittelgewicht bis 86 kg
| Platz | Athlet           | Land |
| ----- | ---------------- | ---- |
| 1     | Wiktor Poddubni  | URS  |
| 2     | José González    | CUB  |
| 3     | Michael Bazynski | FRG  |
| 3     | Lee              | PRK  |

### Halb-Schwergewicht bis 95 kg
| Platz | Athlet          | Land |
| ----- | --------------- | ---- |
| 1     | Ha Hyung-joo    | KOR  |
| 2     | Aurélio Miguel  | BRA  |
| 3     | Yoshio Haga     | JPN  |
| 3     | Koba Kurtanidse | URS  |

### Schwergewicht über 95 kg
| Platz | Athlet             | Land |
| ----- | ------------------ | ---- |
| 1     | Hwang Jae-gil      | PRK  |
| 2     | Mihai Cioc         | ROU  |
| 3     | Naoki Takiyoshi    | JPN  |
| 3     | Chabil Biktatschew | USA  |

### Offene Klasse
| Platz | Athlet         | Land |
| ----- | -------------- | ---- |
| 1     | Yoshimi Masaki | JPN  |
| 2     | Xu Guoging     | CHN  |
| 3     | Aurélio Miguel | BRA  |
| 3     | Jochen Plate   | FRG  |

### Teambewerb
| Platz | Land        |
| ----- | ----------- |
| 1     | Japan       |
| 2     | Frankreich  |
| 3     | Polen       |
| 3     | Sowjetunion |